# Аланг
Аланг (англ. Alang, гінді अलांग, гудж. અલંગ) — місто в районі Бхавнагара в індійському штаті Гуджарат. Його пляжі є великим світовим центром з утилізації кораблів.

## Морська рятувальна промисловість

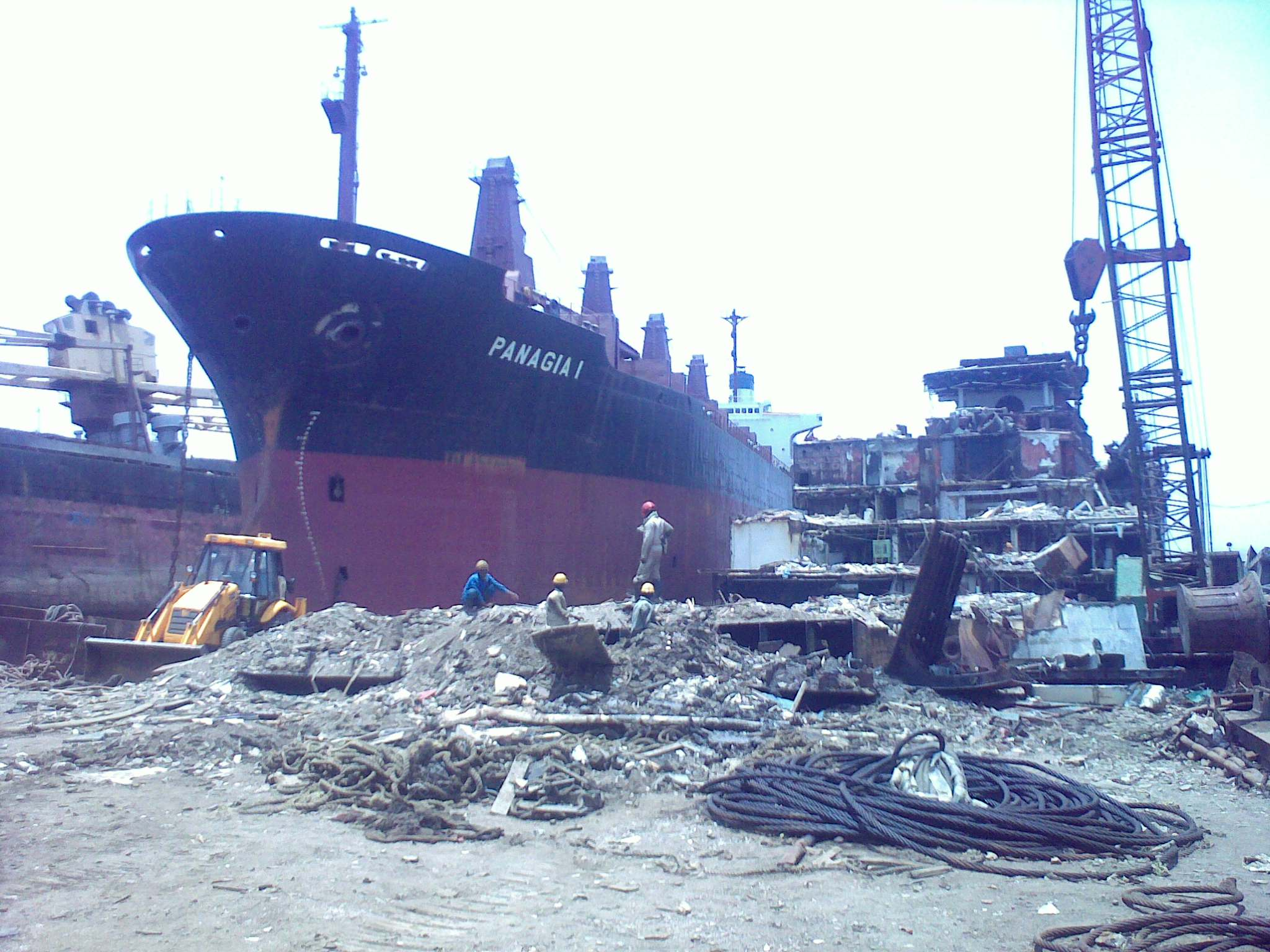
Розбирання корабля в Аланзі

На березі в Аланзі розбирають приблизно половину всіх списаних суден у світі. Тут знаходиться найбільший у світі цвинтар кораблів. Місця для розбирання розташовані в Камбейській затоці, за 50 км на південний схід від Бхавнагара. Перший корабель, "Kota Tenjong", був посаджений на берег в Аланзі 13 лютого 1983 року. У грудні 2009 року був утилізований найдовший з будь-коли побудованих кораблів, Knock Nevis.
Процес розбирання кораблів починається з посадки їх на берег. У затоку заводять списані судна: супертанкери, автомобільні пороми, контейнеровози та океанські лайнери (кількість яких у світі стабільно скорочується). Під час високого припливу їх підводять дуже близько до берега, і коли море відступає, кораблі виявляються зануреними у пісок пляжу. Тоді до них виходять сотні робітників і розпочинають демонтаж кожного корабля. У процесі демонтажу з корабля знімається все, що можна продати, а корпус розрізається на брухт.
Умови роботи та життя робітників в Аланзі, а також його вплив на довкілля викликають постійні претензії. Так, наприклад, при розбиранні з робітниками відбувається безліч серйозних травм, проте найближча лікарня, де постраждалим можуть надати допомогу, знаходиться далеко від корабелень, у Бхавангарі.

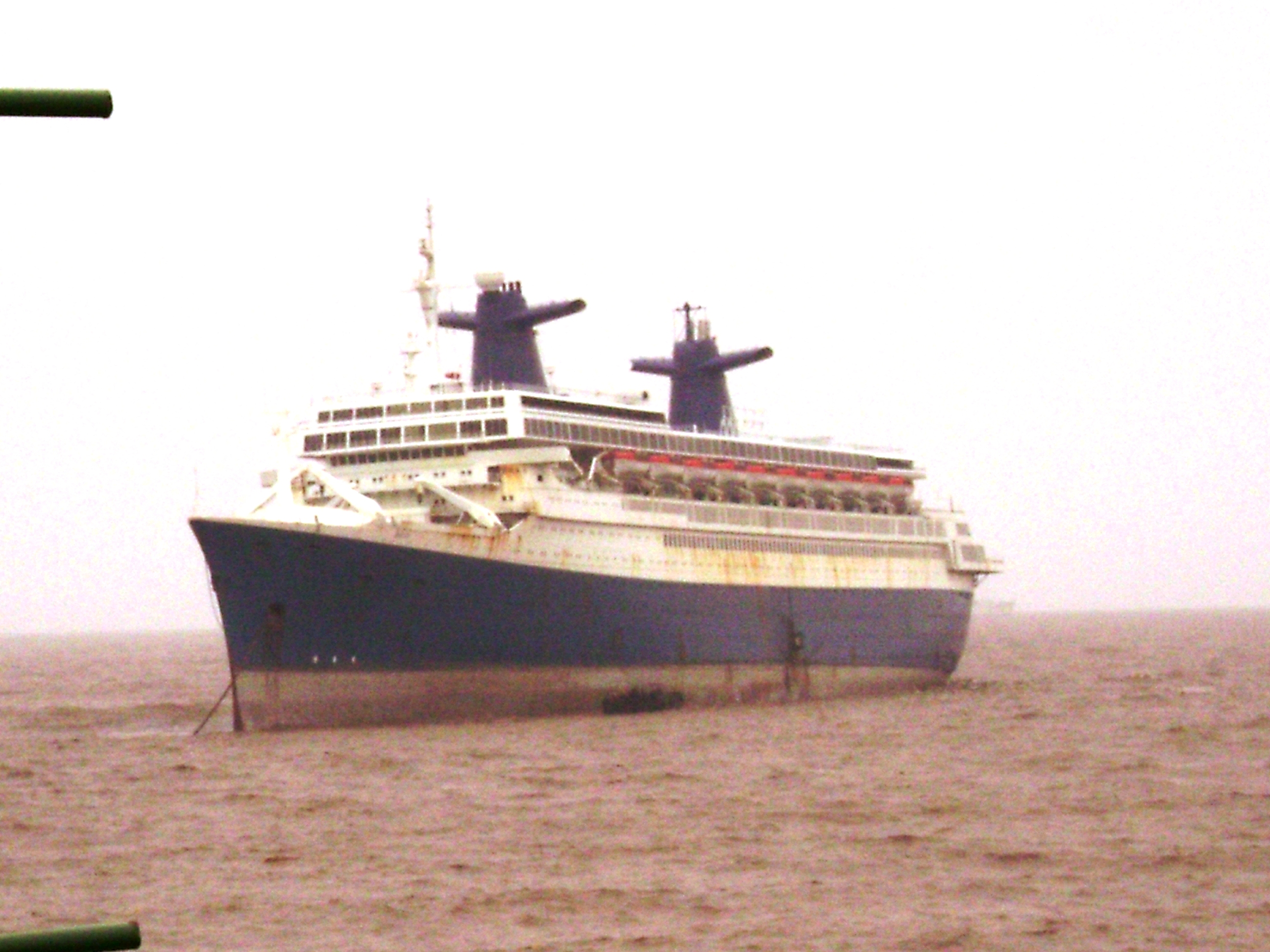
SS France чекає на розбірку в Аланзі, серпень 2007 р.

## Інцидент з авіаносцем «Клемансо»
У січні 2006 року на корабельні Аланга мав прибути списаний французький авіаносець «Клемансо», який передбачалося тут утилізувати. Однак французький корабель, який будувався в 1950-х роках, був споруджений з використанням шкідливих матеріалів: азбесту, свинцю, ртуті. 6 січня 2006 року Верховний суд Індії заборонив вхід корабля до територіальних вод країни. В результаті корабель був направлений для утилізації до Англії.

## Майбутнє
Уряди Японії та Гуджарат підписали угоду про модернізацію корабелень Аланга. У Меморандумі йдеться про передачу технології та фінансової допомоги з боку Японії для модернізації процесу утилізації судів в Аланзі відповідно до міжнародних стандартів. Відповідно до цього плану Японія розгляне екологічні наслідки утилізації судів в Аланзі та розробить маркетингову стратегію, яка покращує технологічну та екологічну ситуацію. У рамках спільного проекту передбачається зробити корабельні Аланга найбільшими у світі, що спеціалізуються на утилізації суден і відповідають усім вимогам Міжнародної морської організації.

## Демографія
За даними перепису 2001 населення Аланга становило 18 464 людини. Чоловіки становлять 82% населення, а жінки 18%. Аланг має середній рівень грамотності 62%, що вище, ніж у середньому у країні (59,5%); грамотні 89% чоловіків та 11% жінок. 7% населення - діти віком до 6 років.